# Kanton Périers
Périers is een voormalig kanton van het Franse departement Manche. Het kanton maakte deel uit van het arrondissement Coutances.
Op 22 maart 2015 werd het kanton opgeheven. Baupte werd opgenomen in het kanton Carentan, Le Plessis-Lastelle en Saint-Jores in het op die dag gevormde kanton Créances en de overige gemeenten in het eveneens nieuwe kanton Agon-Coutainville.

## Gemeenten
Het kanton Périers omvatte de volgende gemeenten:
- Baupte
- Feugères
- Gonfreville
- Gorges
- Marchésieux
- Nay
- Périers (hoofdplaats)
- Le Plessis-Lastelle
- Saint-Germain-sur-Sèves
- Saint-Jores
- Saint-Martin-d'Aubigny
- Saint-Sébastien-de-Raids